# Euchromia horsfieldi
Euchromia horsfieldi là một loài bướm đêm thuộc phân họ Arctiinae, họ Erebidae.